# اعتیاد (مجموعه تلویزیونی)
اعتیاد نام یک مجموعه تلویزیونی به نویسندگی و کارگردانی خسرو شجاع‌زاده است که در سال ۱۳۵۵ از تلویزیون ملی ایران پخش شد.

## خلاصه داستان
یک قهرمان بوکس به همراه خانواده‌اش، برای شرکت در مسابقات قهرمانی کشوری، از یکی از شهرهای جنوبی به تهران می‌آید. او در مسابقات شرکت می‌کند اما از رسیدن به مقام قهرمانی باز می‌ماند و به همین سبب، افسرده و سرخورده می‌شود و سرانجام به دام اعتیاد می‌افتد. در شرایط جدید، ماجراهای تلخ اما تکان دهنده‌ای برایش رخ می‌دهد که موجب بیداری او می‌شود در پایان، این قهرمان شکست خورده، موفق می‌شود غول اعتیاد را شکست دهد و به آغوش خانواده و جامعه بازگردد.

## بازیگران و عوامل تولید

### بازیگران
- خسرو شجاع‌زاده
- کامران نوزاد
- ساونیک ستایش
- سید جلال طباطبایی

### عوامل تولید
- نویسنده و کارگردان: خسرو شجاع‌زاده
- فیلمبردار: علی‌رضا زرین‌دست
- فرمت تصویر: ۱۶ میلیمتری
- محصول: تلویزیون ملی ایران
- سال تولید و پخش: ۱۳۵۵